# Етичний регулятор

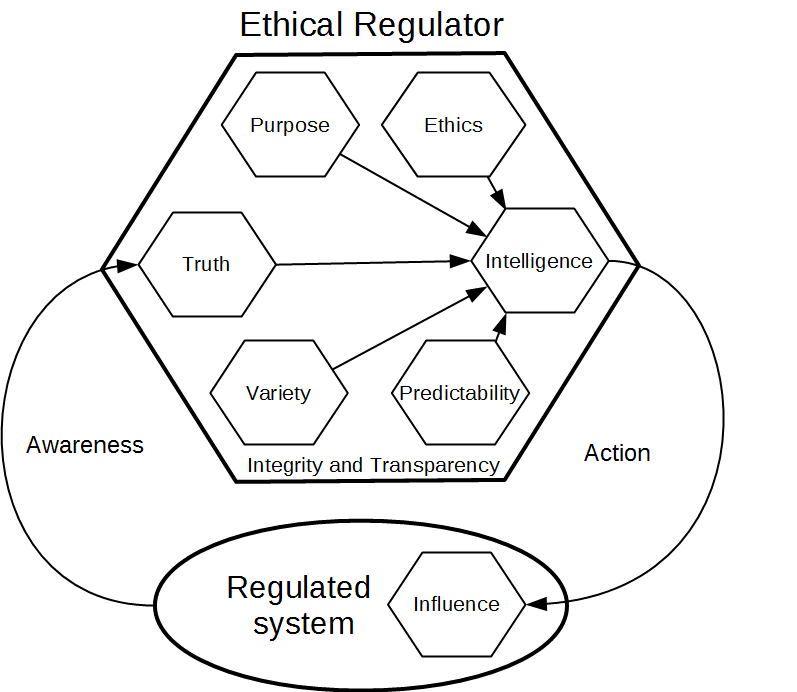
Етичний регулятор і регульована система

Етичний регулятор –  теоретична модель в кібернетиці (теорема), яка є похідною від теореми про ефективний регулятор . Вона розглядає умови, за яких кібернетичний / інституційний регулятор задовольняє вимогам як щодо ефективності, так і щодо етичності його діяльності.
Теорема етичного регулятора стверджує, що наступні дев'ять умов необхідні та достатні, щоб кібернетичний регулятор був ефективним та етичним: 
1. Мета діяльності виражена через однозначно пріоритетні цілі.
2. Достовірні знання про минуле і сучасність.
3. Різноманітність можливих дій.
4. Прогнозованість майбутніх наслідків дій.
5. Інтелектуальний вибір найкращих дій.
6. Можливість впливати на регульовану систему.
7. Етика, виражена через однозначно пріоритетні правила.
8. Цілісність усіх підсистем.
9. Прозорість етичної поведінки.

З цих умов лише перші шість необхідні, щоб регулятор був ефективним. Три умови щодо етики, цілісності та прозорості не є обов'язковими, якщо система потребує лише ефективності. На цьому засновується "Закон про неминучу етичну невідповідність", який стверджує: "Якщо ви не вкажете, що вам потрібна безпечна етична система, ви отримаєте небезпечну неетичну систему". Причина полягає в тому, що коли етична адекватність не є вимогою, проектування регуляторної системи буде, як правило, оптимізувати ефективність, а отже, максимально ігнорувати необов'язкові умови щодо етичності, цілісності та прозорості. Це неминуче призводить до розробки та подальшої реалізації систем, які є етично неадекватними та вразливими до маніпуляцій. 
Ефективність регулятора
Теорема етичного регулятора показує, що ефективність кібернетичного регулятора залежить від якості дотримання шести умов. Ефективність регулятора, R, при досягненні заданої мети може бути виражена як функція: 
Ефективність R = Істина R x (різноманітність R - етика R ) x передбачуваність R x інтелект R x вплив R
Якщо дві системи A та B змагаються за управління третьою системою C, а ефективність A більша за ефективність B, то A швидше, ніж B, захопить управління над C. 
Функція ефективності відображає, як різноманітність дій, доступних етичному регулятору, зменшується на кількість усіх дій, які вважаються неетичними, що ставить етичний регулятор у невигідне становище при змаганні з неетичним конкурентом. 

## Додатково
- Good regulator[en]
- Variety (cybernetics)[en]